# Ruhr-Sieg-Radweg
Der Ruhr-Sieg-Radweg ist ein 113 Kilometer langer Radwanderweg von Meschede im Sauerland nach Kirchen an der Sieg. Der Radweg verläuft dabei entlang des Biggesees und zu 40 Prozent über ehemalige Bahntrassen, die nach der Stilllegung in Radwege umwandelt wurden. Die offizielle Eröffnung erfolgte am 25. Juni 2014, wobei die Radwege schon zuvor vorhanden waren, aber nicht als durchgehende Radroute vermarktet wurden. Der Radweg ist Teil des landesweiten Radverkehrsnetz NRW.

## Streckenverlauf
Der Ruhr-Sieg Radweg beginnt am Bahnhof in Meschede und verläuft bis Wennemen gemeinsam mit dem RuhrtalRadweg. Bis Finnentrop ist der Streckenverlauf ebenso identisch mit dem SauerlandRadring. Zwischen Wennemen und Finnentrop verläuft der Radweg über die Bahnstrecke Finnentrop–Wennemen. Der Bahntrassenradweg führt über Meschede-Berge und Wenholthausen bis nach Eslohe entlang der Wenne. Ab Eslohe verläuft der Radweg weiter über Kückelheim und Fretter nach Finnentrop, wobei zwischen Kückelheim und Fehrenbracht der im Winter gesperrte 689 Meter lange Kückelheimer Tunnel durchfahren wird. Ab Finnentrop windet sich der Radweg entlang der Bigge hoch zum Biggesee. Dem See folgt der Radweg bis zum Biggeeinlauf in Olpe. Am ehemaligen Bahnhof Wildenburg trifft der Radweg auf einen hier abgebauten Teil der Bahnstrecke Finnentrop–Freudenberg, auf deren Trasse er bis Freudenberg in Teilabschnitten verläuft. Ab Freudenberg nutzt der Radweg die ehemalige Trasse der Asdorftalbahn bis Kirchen.

## Ausbaumaßnahmen

### Lenhauser Tunnel

Die Arbeiten für die Brücke über die Ruhr-Sieg-Strecke und die B 236 ruhen seit 2014

Im Bereich Lenhausen ist geplant, den Radweg durch den Lenhauser Tunnel der ehemaligen Bahnstrecke Wennemen – Finnentrop zu führen, um den Ort Lenhausen auf einer kürzeren Strecke umfahren zu können und die Radfahrer nicht durch den Straßenverkehr zu leiten. Dazu wurde bereits 2014 eine Auffahrt mit Aussichtsplattform zwischen Lenne und Ruhr-Sieg-Strecke errichtet. Zur Vollendung des Teilstücks muss noch eine Brücke über der Ruhr-Sieg-Strecke und B 236 errichtet werden und der Tunnel für den Radverkehr ertüchtigt werden. Den Lenhauser Tunnel hat die Stadt Finnentrop allerdings für 25 Jahre bis 2027 an einen Schießverein verpachtet, der den Tunnel als Schießstand nutzt und entsprechend umgebaut hat. Der Schießverein ist nicht bereit den Pachtvertrag vorzeitig zu kündigen, wenn die Stadt Finnentrop keinen gleichwertigen Ersatz bereitstellt. Der Streit zwischen beiden Parteien ging vor das Oberlandesgericht in Hamm, wobei der Schießverein Recht in der Angelegenheit bekommen hat. Die Gemeinde Finnentrop hatte dem Jagd- und Sportschützenverein Frettertal daraufhin ein Grundstück im Industriegebiet Frielentrop angeboten, auf dem der Verein auf eigene Kosten eine Schießstätte errichten kann. Der Verein hat dies abgelehnt, da er finanziell nicht in der Lage sei, den Bau der Immobilie zu tragen. Finnentrops Bürgermeister Dietmar Heß drohte dem Verein daraufhin mit einem Planfeststellungsverfahren, um Baurecht für den Tunnel zu erlangen und ihn mittels einer Besitzeinweisung aus dem Tunnel zu holen.

### Umverlegung zwischen Rothemühle – Wildenburg-Bahnhof
Der bereits existierende Bahntrassenradweg zwischen Kirchen (Bahnstrecke Kirchen–Freudenberg) und Wildenburg-Bahnhof soll bis zur Biggestraße in Rothemühle über die Trasse der ehemaligen Biggetalbahn verlängert werden. Dazu müssen zwei Brücken saniert, eine neue Brücke errichtet und der Trassenverlauf asphaltiert werden.